# Andrejs Klementjevs
Andrejs Klementjevs (ros. Андрей Клементьев, Andriej Klemientjew; ur. 7 września 1973) – łotewski policjant i polityk rosyjskiego pochodzenia, od 1998 poseł na Sejm, w latach 2006–2010 zastępca sekretarza, następnie zastępca przewodniczącego Sejmu X i XI kadencji (2010–2014). Od 4 listopada 2014 sekretarz Sejmu XII kadencji. 

## Życiorys
W latach 90. był pracownikiem ryskiej policji. W 1998 ukończył studia z dziedziny ekonomii w Ryskim Uniwersytecie Lotniczym (aktualnie uczelnia nosi nazwę Instytutu Transportu i Telekomunikacji). W tym samym roku po raz pierwszy uzyskał mandat posła na Sejm z listy Partii Zgody Narodowej, zaś w 2002 reelekcję z ramienia ugrupowania O Prawa Człowieka w Zjednoczonej Łotwie (PCTVL) jako członek partii „Równouprawnienie” (Līdztiesība). W 2003 wraz z kilkunastoma innymi posłami opuścił PCTVL, wiążąc się z koalicją Centrum Zgody. Z listy Centrum uzyskiwał mandat poselski w latach 2006 i 2010. W IX kadencji Sejmu (2006–2010) pełnił funkcję zastępcy sekretarza, zaś w X i XI kadencji – wiceprzewodniczącego Sejmu. W wyborach w 2014 został ponownie posłem na Sejm, wybrano go sekretarzem parlamentu XII kadencji.
Żonaty, ma dwoje dzieci.